# Нангчен
Нангчен (кит. упр. 囊谦, пиньинь Nángqiān, палл. Нанцянь, тиб. ནང་ཆེན་, Вайли: nang chen, тиб. пиньинь: Nangqên) — уезд в Юйшу-Тибетском автономном округе провинции Цинхай (КНР).

## История
Уезд был выделен в 1933 году из уезда Юйшу.

## Административно-территориальное деление
Уезд Нангчен делится на 1 посёлок и 9 волостей:
- Посёлок Сянда (香达镇)
- Волость Нянла (娘拉乡)
- Волость Маочжуан (毛庄乡)
- Волость Цзюэла (觉拉乡)
- Волость Чжэсяо (着晓乡)
- Волость Дунба (东坝乡)
- Волость Цзинисай (吉尼赛乡)
- Волость Цзичжа (癿扎乡)
- Волость Цзицюй (吉曲乡)
- Волость Гаюн (尕涌乡)